# 章美中 (嘉靖丁未進士)
章美中（1516年—？），字道華，號玄峰，直隸蘇州府吳縣人，崑山縣民籍，明朝政治人物。

## 生平
嘉靖十九年（1540年）庚子科應天府鄉試第四十八名舉人。嘉靖二十六年（1547年）中式丁未科會試第二十八名，登第三甲第七十八名進士。兵部觀政，初任大理寺评事，晋寺副，升江西按察司佥事，遷广西布政司參議，再遷四川按察司副使，不久致仕歸家。

## 家族
曾祖章達；祖父章廣；父章列宿，贈大理寺副。母曹氏，封太孺人。子章士纯、章士雅，万历十七年进士，官至工部郎中。章士俊、章士伟（生员）。